# 뮤지엄역 (토론토)
뮤지엄역(Museum Station)은 토론토 지하철 1호선 영-유니버시티의 지하철역으로 토론토 시내의 퀸스 파크와 찰스 스트리트 웨스트에 있으며 근처에 있는 로열 온타리오 박물관을 따서 이름이 지어졌다.

## 역 구조
역 구조는 도로 중앙에 개착 공법을 활용하여 지어졌으며, 역 남쪽은 터널굴착기를 사용해 온타리오주의회 동쪽을 지나 퀸스파크역까지 다다르도록 하였다. 대합 공간은 지하 1층에 있으며, 지하 2층으로 내려가면 섬식 승강장으로 이어진다. 출입구는 서쪽에 박물관 근처로 하나, 동쪽으로 찰스 스트리트 남쪽에 두 개 나있다. 퀸스파크는 주요 간선 도로로 차가 많은 만큼 승객들은 길을 건너기 위해 지하철역을 이용할 수 있다. 이 역에는 엘리베이터가 아직까지 없는 상태이다.
1960년대에 지금은 문을 닫은 맥로플린 식물원까지 연결 통로를 지을 계획도 있었으나 비용 문제로 계획을 철회하였다.
이 역은 두 번째 출입구 건물이 필요한 주요 역으로 선정되었고, 2005년에 퀸스파크 크레센트 남쪽 끝에 출입구를 만들 계획이였지만 2019년 11월 현재 별다른 소식은 없다.

### 2호선 블루어-댄포스와의 연결
베이와 세인트조지역 사이에는 네 개의 선로가 두 개씩 나란히 달리는데, 이 두 역과 뮤지엄역은 복선으로 Y자 형태로 교차한다. 뮤지엄역에서는 세인트조지역 윗층 승강장과 베이 아랫층 승강장, 블루어에서 이어지는 선로는 세인트조지 아랫층 승강장과 베이 윗층 승강장을 사용한다.
1960년에 통합시는 유니버시티선에서 Y자 분기점을 만들었는데, 당시 TTC 국장이였던 클레런스 다우니는 1000만 달러 규모의 공사 비용에 그 돈이면 블루어-댄포스선을 연장할 수 있는 충분한 돈이라며 반대하였다. 공사 비용은 분기점을 짓는 데 300만 달러, 열차 추적 장치를 설계하는 데 700만 달러가 들어갔다.
1966년 2월부터 9월까지 에글린턴, 킬, 우드바인에서 각기 다른 행선지로 운행하였으나, 이는 승객들의 혼잡으로 잠정 중단되었다. 이에 따라 블루어-댄포스선은 별개의 노선이 되었고 베이역 밑층 승강장은 운행이 중단되었고 세인트조지 윗층 승강장은 유니버시티선이 윌슨으로 연장될 때까지 종점 역할을 수행하였다. 베이역 아랫층으로 이어지는 터널은 뮤지엄역 바로 북쪽에서 보인다.

## 건축 양식과 미술
이 역이 처음 개통하였을 때에는 블루어-댄포스선의 여느 다른 역과 같은 모습으로 개통하였다. 부드럽고 꾸미지 않은 크림색 직사각형 타일과 천장 근처에 있는 파란색 타일이 설치되었다. 역명판은 다른 역과 같은 TTC 폰트가 벽에 새겨졌고, 글씨 색깔은 파란색 타일 색과 같았다.
2008년 4월, 뮤지엄역 승강장이 로열 온타리오 박물관을 연상시키도록 새로 단장하였는데, 이는 다이아몬드 앤 슈미트 건축 회사가 설계하고 제비소 건설사가 공사에 들어갔다. 승강장 기둥은 고대 이집트 신화에서 사자의 신이였던 오시리스와 톨텍 전사들을 연상시키도록 만들어졌고, 파르테논 신전과 자금성, 원주민 집 등에서 볼 수 있는 도리스 양식 또한 찾아볼 수 있다. 이 공사로 뮤지엄역의 기존 타일은 자취를 감추었고 벽은 연보라색 알루미늄 판자로 교체되었다. 판자에는 0.6cm의 폴리카보네이트 명판인 "MUSEUM"이 이집트 신성문자 형태로 나타나있다.

## 인근 명소
이 근처에는 로열 온타리오 박물관은 물론 가디너 도예 박물관, 왕립음악원 (The Royal Conservatory of Music, RCM)과 지금은 자취를 감춘 맥로플린 식물원이 있고, 토론토 대학교 세인트조지 캠퍼스 북동쪽을 지난다.

## 버스 연결편
뮤지엄역에서 연결되는 버스 연결편은 아래와 같다. 지하철에서 버스로 갈아타려면 역 밖에 있는 정류장에서 탑승해야 하며 이 때 프레스토 카드나 환승 표 등 출발 지점에서 요금을 냈다는 증명이 필요하다.
|  |  |  |

|  |  |  |  |  |

|  |  |  |

|  |  |  |

|  |  |  |

|  |  |  |  |  |

|  |

|  |  |  |

|  |  |  |

|  |  |  |

|  |  |  |  |  |

|  |  |  |

|  |  |  |

|  |  |  |  |  |

|  |  |  |  |  |

|  |  |  |  |  |

|  |  |  |  |  |

|  |  |  |  |  |

|  |  |  |

|  |  |  |

|  |  |  |

|  |  |  |

|  |  |  |

|  |  |  |  |  |

|  |  |  |

|  |  |  |

|  |  |  |

|  |  |  |  |  |

|  |

|  |  |  |

|  |  |  |

|  |  |  |

|  |  |  |  |  |

|  |  |  |

|  |  |  |

|  |  |  |  |  |

|  |  |  |  |  |

|  |  |  |  |  |

|  |  |  |  |  |

|  |  |  |  |  |

|  |  |  |

|  |  |  |

|  |  |  |

|  |  |  |

|  |  |  |

|  |  |  |  |  |

|  |  |  |

|  |  |  |

|  |  |  |

|  |  |  |  |  |

|  |

|  |  |  |

|  |  |  |

|  |  |  |

|  |  |  |  |  |

|  |  |  |

|  |  |  |

|  |  |  |  |  |

|  |  |  |  |  |

|  |  |  |  |  |

|  |  |  |  |  |

|  |  |  |  |  |

|  |  |  |

|  |  |  |

|  |  |  |

|  |  |  |

|  |  |  |

|  |  |  |  |  |

|  |  |  |

|  |  |  |

|  |  |  |

|  |  |  |  |  |

|  |

|  |  |  |

|  |  |  |

|  |  |  |

|  |  |  |  |  |

|  |  |  |

|  |  |  |

|  |  |  |  |  |

|  |  |  |  |  |

|  |  |  |  |  |

|  |  |  |  |  |

|  |  |  |  |  |

|  |  |  |

|  |  |  |

|  |  |  |

|  |  |  |

|  |

|  |  |  |

|  |  |  |

|  |  |  |  |  |

|  |  |  |  |  |

|  |  |  |  |  |

|  |  |  |  |  |

|  |  |  |  |  |

|  |  |  |  |  |  |  |

|  |  |  |  |  |

|  |  |  |

|  |  |  |

|  |  |  |  |  |

|  |  |  |

|  |  |  |

|  |  |  |

|  |  |  |

|  |

|  |

|  |

|  |

|  |  |  |

|  |  |  |

|  |  |  |  |  |

|  |  |  |  |  |

|  |  |  |  |  |

|  |  |  |  |  |

|  |  |  |  |  |

|  |  |  |  |  |  |  |

|  |  |  |  |  |

|  |  |  |

|  |  |  |

|  |  |  |  |  |

|  |  |  |

|  |  |  |

|  |  |  |

|  |  |  |

|  |

|  |

|  |

|  |

|  |  |  |

|  |  |  |

|  |  |  |  |  |

|  |  |  |  |  |

|  |  |  |  |  |

|  |  |  |  |  |

|  |  |  |  |  |

|  |  |  |  |  |  |  |

|  |  |  |  |  |

|  |  |  |

|  |  |  |

|  |  |  |  |  |

|  |  |  |

|  |  |  |

|  |  |  |

|  |  |  |

|  |

|  |

|  |

|  |

|  |  |  |

|  |  |  |

|  |  |  |  |  |

|  |  |  |  |  |

|  |  |  |  |  |

|  |  |  |  |  |

|  |  |  |  |  |

|  |  |  |  |  |  |  |

|  |  |  |  |  |

|  |  |  |

|  |  |  |

|  |  |  |  |  |

|  |  |  |

|  |  |  |

|  |  |  |

|  |  |  |

|  |

|  |

|  |

## 인접한 역
| 1호선 영-유니버시티 | 1호선 영-유니버시티 | 1호선 영-유니버시티                  |
| ------------------- | ------------------- | ------------------------------------ |
| 퀸스파크 핀치 방면  | 1호선 영-유니버시티 | 세인트조지 본 메트로폴리탄 센터 방면 |